# Iris Flûte Enchantée
L’iris Flûte Enchantée est une variété d'iris hybride. (Parents : 'Beverly Sills' × 'Sky Hooks').
- Catégorie : Grand Iris de Jardin (TB).
- Création : L. Anfosso (1991).
- Description : Iris rose lumineux éclairé de blanc au centres des sépales, à barbe blanc à mandarine, à crête blanc bleuté ; ondulé.
- Floraison : moyen.
- no  d'enregistrement : R 91-219.
- Taille : 80 cm.